# 1993年ウィンブルドン選手権
1993年 ウィンブルドン選手権（1993ねんウィンブルドンせんしゅけん、The Championships, Wimbledon 1993）は、イギリス・ロンドン郊外にある「オールイングランド・ローンテニス・アンド・クローケー・クラブ」にて、1993年6月21日から7月4日にかけて開催された。

## シード選手

### 男子シングルス
1. ピート・サンプラス　（初優勝）
2. ステファン・エドベリ　（ベスト4）
3. ジム・クーリエ　（準優勝）
4. ボリス・ベッカー　（ベスト4）
5. ゴラン・イワニセビッチ　（3回戦）
6. ミヒャエル・シュティヒ　（ベスト8）
7. イワン・レンドル　（2回戦）
8. アンドレ・アガシ　（ベスト8）
9. リカルド・クライチェク　（4回戦）
10. アンドレイ・メドベデフ　（2回戦）
11. ペトル・コルダ　（4回戦）
12. マイケル・チャン　（3回戦）
13. ウェイン・フェレイラ　（4回戦）
14. マラビーヤ・ワシントン　（2回戦）
15. カレル・ノバチェク　（1回戦）
16. トーマス・ムスター　（1回戦）

### 女子シングルス
1. シュテフィ・グラフ　（優勝、3年連続5度目）
2. マルチナ・ナブラチロワ　（ベスト4）
3. アランチャ・サンチェス　（4回戦）
4. ガブリエラ・サバティーニ　（ベスト8）
5. メアリー・ジョー・フェルナンデス　（3回戦）
6. コンチタ・マルチネス　（ベスト4）
7. ジェニファー・カプリアティ　（ベスト8）
8. ヤナ・ノボトナ　（準優勝）
9. アンケ・フーバー　（4回戦）
10. マグダレナ・マレーバ　（3回戦）
11. マニュエラ・マレーバ・フラニエール　（2回戦）
12. カテリナ・マレーバ　（1回戦）
13. マリー・ピエルス　（大会開始前に棄権）
14. アマンダ・クッツァー　（2回戦）
15. ヘレナ・スコバ　（ベスト8）
16. ナタリー・トージア　（4回戦）

## 大会経過

### 男子シングルス
準々決勝
- ピート・サンプラス vs.  アンドレ・アガシ　6-2, 6-2, 3-6, 3-6, 6-4
- ボリス・ベッカー vs.  ミヒャエル・シュティヒ　7-5, 6-7, 6-7, 6-2, 6-4
- ジム・クーリエ vs.  トッド・マーティン　6-2, 7-6, 6-3
- ステファン・エドベリ vs.  セドリック・ピオリーン　7-5, 7-5, 6-3

準決勝
- ピート・サンプラス vs.  ボリス・ベッカー　7-6, 6-4, 6-4
- ジム・クーリエ vs.  ステファン・エドベリ　4-6, 6-4, 6-2, 6-4

### 女子シングルス
準々決勝
- シュテフィ・グラフ vs.  ジェニファー・カプリアティ　7-6, 6-1
- コンチタ・マルチネス vs.  ヘレナ・スコバ　6-1, 6-4
- ヤナ・ノボトナ vs.  ガブリエラ・サバティーニ　6-4, 6-3
- マルチナ・ナブラチロワ vs.  ナターシャ・ズベレワ　6-3, 6-1

準決勝
- シュテフィ・グラフ vs.  コンチタ・マルチネス　7-6, 6-3
- ヤナ・ノボトナ vs.  マルチナ・ナブラチロワ　6-4, 6-4

## 決勝戦の結果
男子シングルス
- ピート・サンプラス vs.  ジム・クーリエ　7-6, 7-6, 3-6, 6-3

女子シングルス
- シュテフィ・グラフ vs.  ヤナ・ノボトナ　7-6, 1-6, 6-4

男子ダブルス
- マーク・ウッドフォード＆ トッド・ウッドブリッジ vs.  パトリック・ガルブレイス＆ グラント・コネル　7-5, 6-3, 7-6

女子ダブルス
- ジジ・フェルナンデス＆ ナターシャ・ズベレワ vs.  ヤナ・ノボトナ＆ ラリサ・ネーランド　6-4, 6-7, 6-4

混合ダブルス
- マーク・ウッドフォード＆ マルチナ・ナブラチロワ vs.  トム・ニッセン＆ マノン・ボーラグラフ　6-3, 6-4

## みどころ
- 男子シングルスはピート・サンプラスがウィンブルドン初優勝。以降2000年まで、ウィンブルドンはサンプラスが芝の王者として君臨、8年間で7回優勝する初年度である。。
- 女子シングルス優勝者のシュテフィ・グラフは、4大大会優勝が総計「13勝」（全豪オープン3勝＋全仏オープン3勝＋ウィンブルドン5勝＋全米オープン2勝＝13勝）になり、ビリー・ジーン・キング夫人の「12勝」を抜いて（当時の）女子歴代5位に躍進した。準優勝者のヤナ・ノボトナが最終第3セットで 4-1 のリードから崩れ始め、とりわけ第8ゲームで3本のダブル・フォールト（サーブを2本続けて失敗すること）を連発し、自滅の逆転負けを喫した。大会の表彰式でケント公夫人に声をかけられたノボトナが、その肩の上で悔し涙を流したシーンも有名になった。